# Diabolical Masquerade
A Diabolical Masquerade svéd black metal együttes volt 1993 és 2004 között.

## Története
A zenekar a Katatonia gitárosának, Anders Nyströmnek egyszemélyes projektje volt. Az együttes avantgárd és atmoszferikus black metalt játszott. Zenéjükben több stílus is keveredett a black metal mellett, például death és thrash metal, illetve a legutolsó albumukon a progresszív metal/rock és a klasszikus zene elemei is hallhatóak voltak. Az utolsó albumuk elméletileg egy svéd horrorfilm aláfestő zenéit tartalmazta, de kiderült, hogy a film soha nem is létezett. 2004-ben Nyström bejelentette, hogy a projekt feloszlik, inspiráció hiány miatt.

## Tagok
- Anders Nyström (Blakkheim) – gitár, ének (1993-2004), basszusgitár, billentyűk (1993-1998)
- Dan Swanö – billentyűs (1996, 1998-2001), dob (1996, 1998), vendégének (1997), vokál (1998), gitár (2001)

## Diszkográfia
- Promo 1993 (demó, 1993)
- Ravendusk in My Heart (1996)
- The Phantom Lodge (1997)
- Nightwork (1998)
- Death's Design (2001)